# 이디엘
이디엘(2004년 7월 31일 ~ )은 대한민국의 배우이다. 2005년 KBS 《장밋빛 인생》로 데뷔하였다.

## 연기 활동

### 텔레비전 드라마
- 2005년 KBS2 《장밋빛 인생》 ... 천억만 역
- 2005년~2006년 MBC 《신돈》 ... 모니노 역
- 2006년 KBS2 《인생이여 고마워요》 ... 윤현호 역
- 2006년 MBC 《궁》 ... 어린 이신 역 (주지훈, 최수한 아역)
- 2006년 SBS 《사랑과 야망》 ... 어린 박훈 역 (노민우, 이승엽, 김태진, 김우현 아역)
- 2006년 KBS2 《소문난 칠공주》
- 2006년 SBS 《천국보다 낯선》
- 2006년~2007년 SBS 《사랑도 미움도》 ... 김민호 아역
- 2007년 MBC 《커피프린스 1호점》 ... 노을 역
- 2007년~2008년 MBC 《겨울새》 ... 주지훈 역
- 2008년~2009년 MBC 《에덴의 동쪽》 ... 어린 신태호 역 (박희건 아역)
- 2009년~2010년 EBS 《리얼리티쇼 유아독존 시즌2》
- 2009년~2010년 SBS 《천만번 사랑해》 ... 백유빈 역
- 2009년 SBS 《아버지, 당신의 자리》 ... 이희철 역
- 2011년~2012년 MBC 《애정만만세》 ... 남다름(김유빈 扮)과 친한 아이 역